# Fernand Nault
Fernand Nault, OC, CQ (* 27. Dezember 1920 in Montreal als Fernand-Noël Boissonneault; † 26. Dezember 2006 ebenda) war ein kanadischer Balletttänzer und Choreograf.
Fernand Nault wollte ursprünglich Priester werden, kam aber von dieser Entscheidung ab und studierte zusammen mit Maurice Morenoff Tanz in Montreal, später auch in New York, London und Paris. 1944 wurde Nault vom American Ballet Theatre (ABT) für eine Vorstellung in Montreal engagiert. Er blieb beim ABT und stieg zum Ballettmeister auf. Später war er sogar Leiter der Ballett-Schule des ABT. 1965 kehrte er nach Kanada zurück und wurde Choreograf, später auch stellvertretender Leiter bei Les Grands Ballets Canadiens. Sein bekanntestes Werk ist wahrscheinlich die Les-Grands-Version des Nussknackers.
Weitere Stücke von Nault sind Carmina Burana (1967) und das Rock-Ballett Tommy (1970), basierend auf der Rock-Oper  Tommy von The Who, das auf der Expo 67 in Montreal aufgeführt wurde. Nault war zudem Choreograf und Ballet Master an der École supérieure de danse du Québec. 1977 wurde ihm Kanadas höchste Auszeichnung, der Order of Canada, verliehen.
Fernand Nault erkrankte an Parkinson und erlag der Krankheit am 26. Dezember 2006, einen Tag vor seinem 86. Geburtstag, in einem Montrealer Krankenhaus.